# Trankgassentor

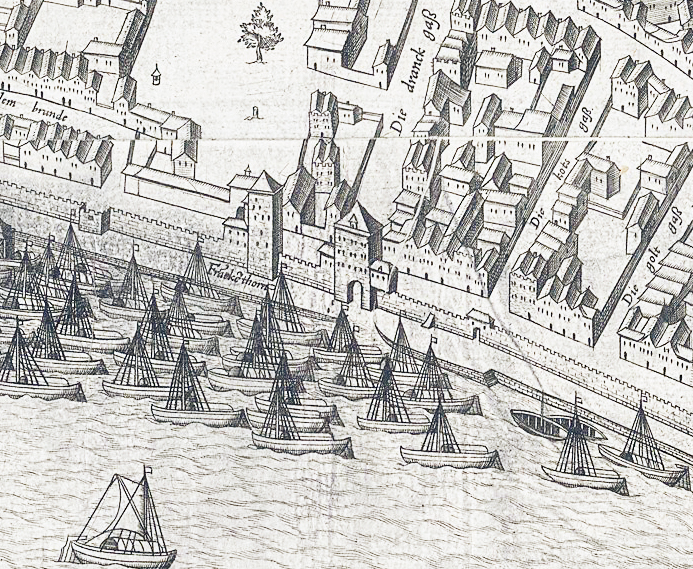
Rheinufer 1571 mit Frankenturm (links) und Trankgassentor

Das mittelalterliche Trankgassentor war eines der zahlreichen Tordurchlässe in einem der bewehrten Turmbauwerke, der im 13. Jahrhundert entstandenen rheinseitigen Stadtbefestigung Kölns. Das Tor wurde in den Quellen für das Jahr 1293 als „turis de Drancgassin“ erstmals namentlich angeführt.

## Geschichte

### Namensherkunft und Lage

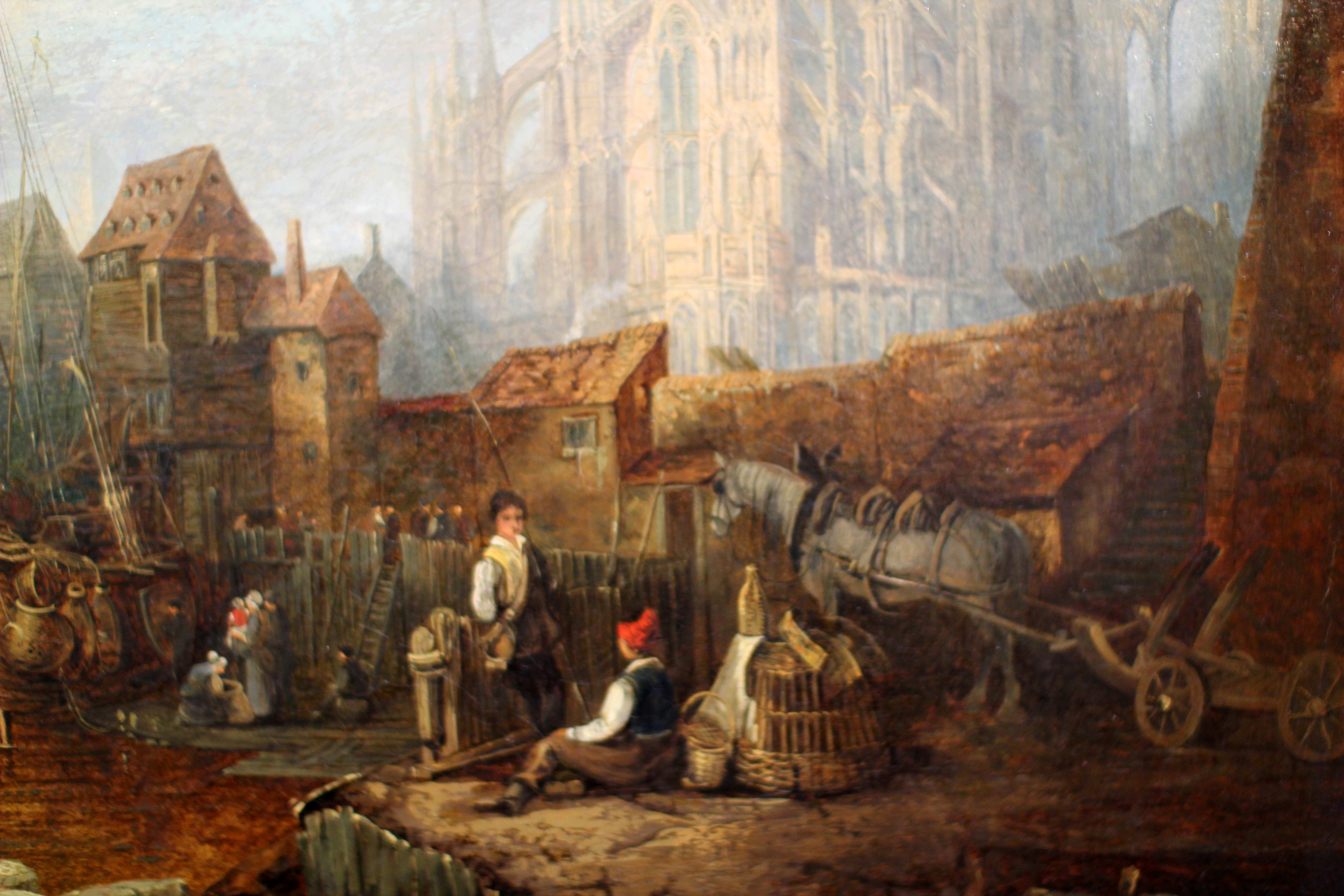
Scenerie des altstädtischen Rheinufers um 1826

Das Tor lag am Ende der „drank gaß“, der heutigen Trankgasse, deren Verlauf den alten nördlichen Stadtgraben markierte. Die, wie in den städtischen Schreinseintragungen belegt, auch im Bezirk St. Severin vorkommende „Drancgaß“ diente wie dort wahrscheinlich der Viehtrift an eine Tränke oder führte ersatzweise an das Wasser des Rheins selbst. So hieß die vom alten Dom her an das Tor und Ufer führende Gasse 1136 „in vallo“, 1170 „in vallo que dicitur Gravagaza“ und wurde 1215 erstmals als „in Drancgazzen“ bezeichnet, ein Name, der dann auf das Tor überging.

### Mittelalterliches Bauwerk
Die exakte Entstehungszeit des Trankgassentores ist nicht eindeutig nachweisbar. Möglicherweise wurde es zuerst mit einem 1246 angeführtem Turm verwechselt, bei dem es sich auch um den Frankenturm gehandelt haben könnte, der ihm – abgesehen von der Höhe – in seiner Bauart vergleichbar war. Urkundlich belegt ist das Trankgassentor als Turmbauwerk jedoch spätestens für das Jahr 1293.
Anton Woensams Kölner Stadtansicht von 1531 und die Vogelperspektive des Mercatorplanes aus dem Jahr 1571 zeigen wenige Meter neben dem Frankenturm ein Bauwerk, welches aus der Flucht der Stadtmauer in der Art eines Risalits aufsteigt. Der Turm des dreigeschossigen Trankgassentores hatte eine Rundbogentorfahrt und schloss mit einem Zeltdach ab. Zur Südseite schloss sich ein schmales, ursprünglich zinnenbewehrtes Nebengebäude an, welches bündig der Stadtmauer anlag und diese mit einem Geschoss überragte. Der Nordseite war ebenfalls ein Anbau zugefügt worden, dessen Obergeschoss jedoch der Befestigungsmauer auflag und als Wurferker diente.

### Preußischer Nachfolgebau
Der Architekt Bernhard Wilhelm Harperath wurde 1844 zum Stadtbaumeister Kölns ernannt. Unter ihm entstanden in der Folge drei neue Stadttore im Bereich des altstädtischen Rheinufers. Zu diesen gehörte das nach seinem Entwurf zwischen 1851 und 1853 als Ersatz für das bereits 1583 als baufällig geltende und 1825 niedergelegte alte Trankgassentor errichtete neue Trankgassentor.
Das Tor erhielt nun einen doppelten Torbogen und wurde mit zwei Pfeilern dekoriert, denen Bronzeadler aufgesetzt wurden. Pfeiler und Adlerskulpturen entstammten einem zu dieser Zeit abgebrochenen Tor an der Friedrich-Wilhelm-Straße (1172 platea marcmani, 1571 markmans gaß). Wenige Jahrzehnte später wurde das neue Tor, wohl im Zusammenhang mit der Niederlegung der landseitigen Stadtmauer und der entstehenden Kölner Neustadt und dem Bau einer durchgehenden Rheinuferstraße durch Stadtbaumeister Josef Stübben im Jahr 1898 abgebrochen. Reste der Toranlage sind nicht vorhanden.